# Ментальна хронометрія

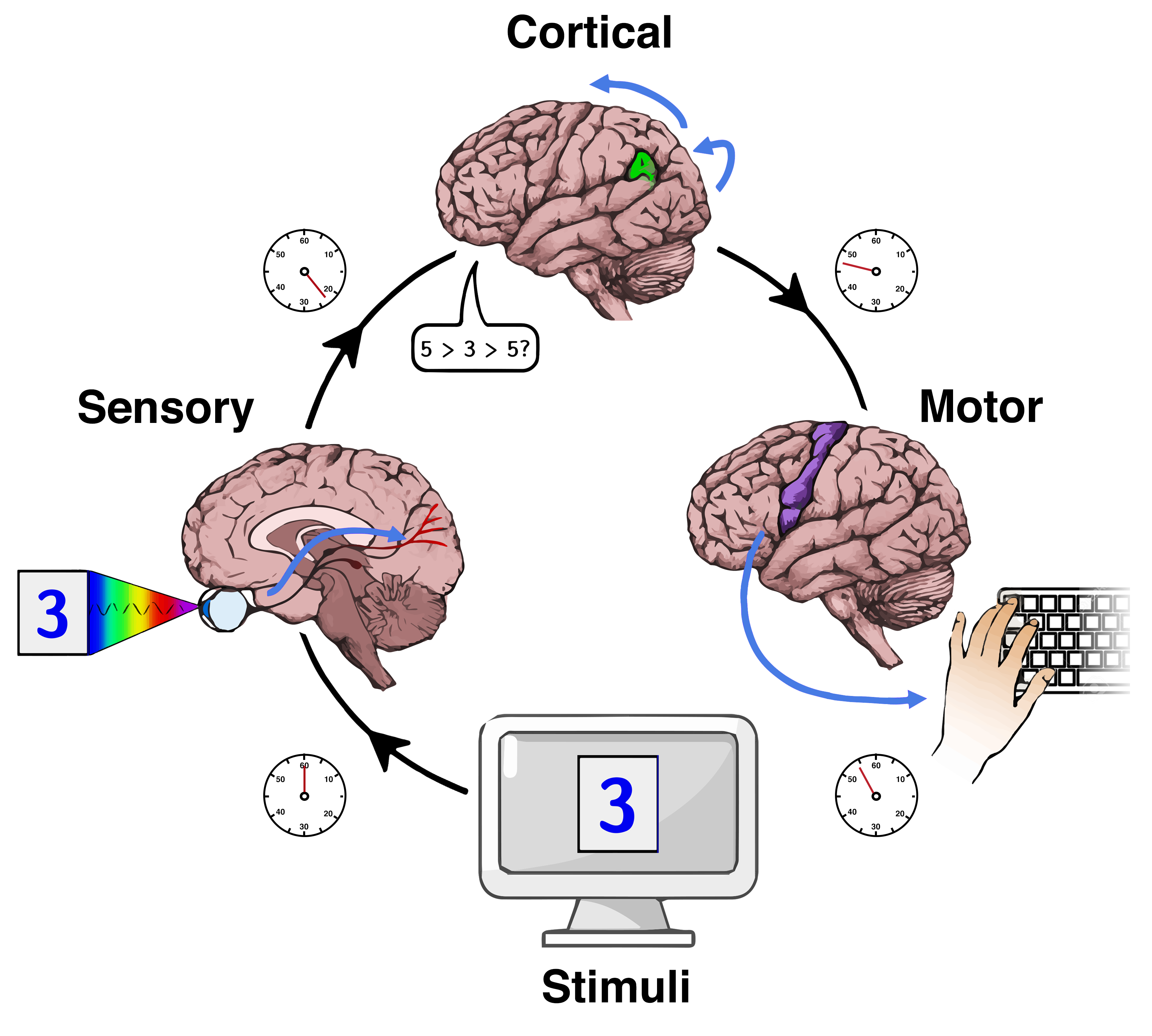
Modern Mental Chronometry

Ментальна хронометрія — метод вивчення часових характеристик та закономірностей перебігу нервових процесів, який базується на визначенні часу реакції. 
Час реакції — часовий інтервал між початком дії стимулу на організм та моментом виникнення реакції. Складається з трьох фаз: час проходження нервових імпульсів від рецептора до кори головного мозку; час, необхідний для сприйняття, аналізу, обробки імпульсу вищими нервовими центрами та виникнення відповіді на подразник в центральній нервовій системі; час для передачі відповіді (реакції) до органів, на які діяв подразник. Час реакції залежить від виду подразника (світло, звук, тиск, температура та ін.) та його інтенсивності, стану нервової системи.

## Методи вимірювання часу реакції
Існує декілька основних методи для вимірювання часу реакції.

### Проста сенсомоторна реакція
Час реакції рух, необхідного обстежуваному, щоб відповісти на стимул. Наприклад, суб'єкт повинен натискати на кнопку, як тільки з'являється світло або звук. Середнє значення показника для осіб молодого віку становить близько 160 мілісекунд (для звукового подразника), і приблизно 190 мілісекунд (для візуального). .

### Реакції вибору
Метод базується на різних відповідях для кожного типу стимула. Наприклад, при появі жовтого світла, натискати кнопку лівою рукою, а червоного — правою.

### Go / No-Go
Метод виміру часу реакції, який пов'язаний з дією чи бездіяльністю (Go / No-Go). При появі одного стимула обстежуваний має натиснути кнопку (сформувати
відповідь на подразник), а іншого — не реагувати (загальмувати відповідь)

### Метод Штенберга
Базується на процесі пошуку інформації у пам'яті (натискати одну кнопку необхідно при наявності заздалегідь вказаної фігури у ряді фігур та іншої — при відсутності). Ідея методу полягає у тому, що при зростанні кількості фігур у ряді збільшується число процесів, які оброблює мозок. Час реакції зростає прямопропорційно кількості фігур у ряді. Штенбер показав, що при додаванні однієї фігури час реакції зростає на 38 мілісекунд. Це завдання дозволяє зробити оцінку часу пошуку у пам'яті.

### Метод «ментального обертання»
Розроблений Шепардом і Мецлером. Обстежуваний має визначити чи є запропонована раніше фігура серед фігур, які повернуті на певний кут (від 0 до 360 градусів).
При будь-якому підході випробовувані в нормальних умовах роблять кілька спроб. Враховується середній час, що компенсує різницю в спробах і дає більш надійний результат.

## Історія розвитку
Перші дослідження часу довільної реакції людини були проведені на початку XIX ст. астрономами.
Необхідність в них виникла після того, як було виявлено, що спостерігачі, засікаючи момент проходження зірки через меридіан, дають різні свідчення. Аналіз цих даних, накопичених протягом декількох років, показав, що помилки спостерігачів не є випадковими, а характеризують індивідуальну швидкість реагування кожного спостерігача.
Відомий астроном Ф. Бессель, який знайшов цей феномен, першим провів хронометричний експеримент (1823 р), в якому виміряв час реакції людини на раптовий подразник.
Ці дослідження привернули увагу фізіологів і психологів. Німецький фізіолог Г. Гельмгольц, цікавлячись проблемою швидкості передачі збудження по доцентрових нервах у людини, скористався методикою вимірювання часу реакції. Він застосовував електрошкірний подразник, що прикладалися до різних ділянок тіла, різновіддалених від мозку. Обчисливши середню різницю в часі реакції у відповідь на роздратування цих ділянок тіла, Гельмгольц намагався визначити швидкість передачі збудження по аферентним шляхам, рівну, за його підрахунками, приблизно 60 мсек.
Подальші дослідження показали, однак, що ця цифра не постійна, так як швидкість проведення збудження в різних нервах не однакова, оскільки залежить від багатьох факторів.
Роботи Г. Гельмгольца і його послідовників справили великий вплив на розробку хронометричного експерименту. Спираючись на дослідження Гельмгольца, Ф. Дондерс і 3. Екснер намагалися підійти за допомогою хронометричного експерименту до фізіологічного аналізу власне психічних процесів. 3. Екснер (1873 г.) зосередив свою увагу на простій формі реакцій, що виникала у відповідь на зорові, слухові і електрокожні сигнали. Ф. Дондерс (1865—1868 рр.) Зайнявся виміром більш складних психічних актів, що включають процеси розрізнення і вибору відповідної реакції між двома або п'ятьма різними подразниками. 
Екснер увів термін «час реакції», визначивши його як час, необхідний для того, щоб «свідомим чином відповідати на певне чуттєве враження».
Йому належить систематичне дослідження часу простої реакції і його залежності від ряду факторів (індивідуальних особливостей випробуваного, модальності подразника, різного роду зовнішніх умов експерименту, дії фармакологічних і алкогольних засобів). 3. Екснер перший описав стан очікування, готовності, що виникає в міжстимульному інтервалі. Він же показав, що введення стороннього подразника подовжує час простої реакції.
З ім'ям Ф. Дондерса пов'язана в першу чергу класифікація довільних реакцій людини і спроба виміряти час власне психічної ланки цих реакцій. Для вирішення останнього завдання він побудував експеримент, в якому в одному випадку здійснювалися дві різні реакції на два різних сигнали, при цьому кожен раз випробуваний знав, який сигнал з'явиться і яку відповідь він повинен зробити. Цей тип реакції Ф. Дондерс позначив як А-реакція. (Пізніше В. Вундт назвав її «простою» реакцією. В іншому випадку обидва сигналу слідували у випадковому порядку. Час реакції збільшився на 66 мсек. Дондерс припускав, що додатковий час витрачався на уявлення і вибір потрібної реакції. Цей тип реакції, при якому відбувалося розрізнення одного або декількох сигналів і відповідно вибір одного з двох або кількох відповідей, Дондерс В-назвав реакцією. Слід підкреслити, що в цьому експерименті Дондерс дійсно виміряв час складного психічного процесу, що забезпечує розрізнення сигналів і адекватний вибір відповідної реакції. Далі, він спробував розділити акт розрізнення сигналу і вибір відповідної реакції з метою визначення часу кожного з них окремо. Дондерс побудував експеримент, в якому випробуваному пред'являлося два або кілька сигналів, а реагувати потрібно було лише на один. Час реакції виявилося більше часу А-реакції і менше часу В-реакції. Цей тип реакції Ф. Дондерс позначив як С-реакцію, припускаючи, що тут має місце лише сенсорне розрізнення, а вибір відповідної реакції відсутній. Однак, як справедливо зазначав Вундт, один з найбільших дослідників часу реакції після Екснера і Дондерса, в цій ситуації елемент вибору також присутній, так як випробовуваний повинен робити вибір між рухом і спокоєм.
Дондерс вимірював час реакції за допомогою приєднання електрошоку до ноги випробовуваних. Вони максимально швидко реагували натисканням на кнопку (що підтверджувалося звуком), і ключ електротелеграфії показував, яка нога була під електрошоком.

### Закон Хіка
У 1952 році В. Е. Хікс розробив експеримент, який складався з дев'яти тестів, у ході яких визначався час реакції випробуваного на основі кількості можливих варіантів протягом будь-якого даного тесту. Хік показав, що час реакції індивідуума зростає в залежності від збільшення доступних варіантів., A. (2001). В експерименті Хіка, час реакції виявляється логарифмічною функцією числа доступних варіантів (n). Закон Хіка також є мірою «швидкості приросту інформації.» Закон, як правило, виражається формулою
```

  

    

      

        
R

        
T

        
=

        
a

        
+

        
b

        

          
log

          

            
2

          

        

        
⁡

        
(

        
n

        
+

        
1

        
)

      

    

    
{\displaystyle RT=a+b\log _{2}(n+1)}

  

 , де 

  

    

      

        
a

      

    

    
{\displaystyle a}

  

 й 

  

    

      

        
b

      

    

    
{\displaystyle b}

  

 константи, що представляють нахил функції, і 

  

    

      

        
n

      

    

    
{\displaystyle n}

  

 число альтернатив.
```

## Зміна показників часу реакції з віком
Швидкість реакції у людини змінюється впродовж віку, і може слугувати критерієм розвитку нервової системи. Так починаючиз раннього дитинства до дорослого віку швидкість реакції зростає з геометричною швидкістю. Для дітей використовуються адаптовані методи ментальної хронометрії, що базуються на спостереженні за швидкістю набуття моторних навичок та здатністю копіювати жести, слова та міміку дорослих. Після досягання дорослого віку швидкість реакції виходить на плато і залишається майже без змін до середнього віку, після якого починається поступове зниження, яке потім переходить у різкий спад під час старіння, що пов'язане з погіршенням когнітивних процесів.  Вважається, що незначне зниження часу реакції у середньому віці є позитивним ефектом. Це пояснюється більш широкими змінами у функціонуванні головного мозку, тобто з набуттям досвіду мозок оперує більшою кількістю фактів і може знаходити більшу кількість правильних відповідей у тестах, що і є причиною зниження часу реакції.

## Ментальна хронометрія та інтелект
Вперше використання часу реакції як критерій для вимірювання індивідуальних відмінностей розумових здібностях було запропоновано Гальтоном, який в 1862 році висунув гіпотезу про те, що швидкість реакцій (разом із сенсорною абсолютною і диференціальною чутливістю) є біологічною основою індивідуальних відмінностей в загальній розумовій спроможності, пізніше названої фактором G, вимір якого є обов'язковим у будь-якого різновиду інтелектуальних тестів. Однак, гіпотеза Гальтона про зв'язок між часов реакції та інтелектом не знайшла підтвердження в інших дослідженнях початку XX століття внаслідок великої кількості методологічних і технічних недоліків цих досліджень, серед яких: висока похибка вимірювання, неадекватні і ненадійні критерії оцінки рівня інтелекту, відсутність достовірних методів статистичного аналізу та опису результатів.
Через півстоліття, завдяки створенню теорії інформації, розвитку експериментальної психології, а також завдяки формуванню на їх основі концепції індивідуальних відмінностей в інтелекті як відображені швидкості або ефективності елементарних інформаційних процесів, гіпотеза Ф. Гальтона була піддана перевірці. Основний висновок цих досліджень полягає в наступному: відмінності в IQ (психометрический інтелект) корелюють з відмінностями в показниках швидкості або ефективності тих мозкових процесів, які опосередковують виконання того чи іншого когнітивного завдання.
Зв'язок швидкості реакцій вибору з показниками тестів інтелекту: чим вище інтелект, тим швидше здійснюються багато реакції, що вимагають розрізнення, ідентифікації, знаходження подібності-відмінності різного роду стимул-об'єктів. Виявлено також статистично значущі відмінності швидкості здійснення різного роду реакцій вибору у дітей і дорослих з різним рівнем розумових здібностей і академічної успішності, а також кореляційні зв'язки (зазвичай середнього рівня) між часом цих реакцій і розумовими здібностями, що оцінюються з різними тестами. Чим складніша реакція і чим більше часу вона вимагає, тим істотніші відмінності в швидкості реагування у здібних випробовуваних. Але це правило діє в певних межах: при збільшенні часу реакцій понад 1000 мс такої кореляції не виявлено. Крім того, в інших експериментальних дослідженнях було продемонстровано, що час простої реакції також коротше у більш здібних дітей у віці 9 років, в той час як у дорослих (17 років) таких відмінностей виявлено не було. Найбільш відоме пояснення цього факту належить Г. Айзенку. Він вважав, що час реакцій є показником біологічного інтелекту, що розуміється як швидкість, з якою мозок обробляє інформацію, що надходить в складі найбільш елементарних інтелектуальних актів (здійснення реакцій розрізнення і вибору в тесті «стимул-реакція»). А оскільки складні розумові акти адитивні і мультиплікативні, то IQ може бути описаний як швидкість проведення нервових імпульсів по мозковим нейронних ланцюжках, швидкість і ефективність, з якими нервова система здійснює «правильне» безпомилкове проведення імпульсів збудження, що викликаються сенсорними сигналами, і їх «правильне» безпомилкове надсилання до вищих нервових центрів.